# 格拉提安教令集
格拉提安教令集（拉丁語：Decretum Gratiani）或歧异教规之整合（拉丁語：Concordia discordantium canonum），是公元12世纪编写的教会法汇编，作者据称是意大利的格拉提安，格拉提安教令集后成为六册本《教会法大全》的第一部分，其效力一直维持到1234年教宗额我略九世颁布《额我略九世教令集》。格拉提安从教令集所述教会法汇编中收录大量教父文献，并引用丰富的《圣经》文句。该书所涉及到所有重要法律事项都考订精审，为后世的教会法学者对教会法典系统化提供了一个基础和范例。